# Satoshi Oishi
Satoshi Oishi (født 6. juni 1972) er en tidligere japansk fodboldspiller.
Han har spillet for flere forskellige klubber i sin karriere, herunder Kashiwa Reysol.